# Стег, Теодор
Теодо́р Стег (фр. Théodore Steeg; 19 декабря 1868, Либурн, департамент Жиронда — 19 декабря 1950, Париж) — французский политик и государственный деятель, с 11 декабря 1930 по 27 января 1931 года Председатель Совета министров Франции, близок к партии радикалов.

## Биография
Теодор Стег — депутат от департамента Сены с 1906 по 1914 год и сенатор с 1914 по 1940 год. С 1921 по 1925 год генерал-губернатор Алжира.
- Со 2 марта 1911 по 12 января 1912 года — министр народного просвещения и изящных искусств в кабинете Мониса.
- С 14 января 1912 по 21 января 1913 года — министр внутренних дел в правительстве Пуанкаре.
- С 21 января по 21 марта 1913 года — министр народного просвещения и изящных искусств в третьем и четвёртом кабмине Бриана.
- С 20 марта по 1 сентября 1917 года — министр народного просвещения и изящных искусств в пятом кабинете Рибо.
- С 1 сентября по 16 ноября 1917 года — министр внутренних дел в кабинете Пенлеве.
- С 20 января 1920 по 16 января 1921 года — министр внутренних дел в первом и втором кабинете Александра Мильерана.
- С 17 апреля по 10 октября 1925 года — министр юстиции во втором кабинете Пенлеве.
- С 21 февраля по 1 марта 1930 года — министр юстиции в правительстве Шотана.
- С 13 декабря 1930 по 27 января 1931 года — министр колоний в своём собственном кабинете министров.
- С 18 января по 13 марта 1938 года — министр колоний в кабинете Камиля Шотана.

## Министерство Стега (13 декабря 1930 — 27 января 1931)
- Теодор Стег — председатель Совета Министров и министр колоний;
- Аристид Бриан — министр иностранных дел;
- Луи Барту — военный министр;
- Жорж Лейг — министр внутренних дел;
- Луи Жермен-Мартен — министр финансов;
- Луи Лушё — министр национальной экономики, торговли и промышленности;
- Морис Пальмад — министр бюджета;
- Эдуар Гринда — министр труда и условий социального обеспечения;
- Анри Шерон — министр юстиции;
- Альбер Сарро — военно-морской министр;
- Шарль Даньелу — министр торгового флота;
- Поль Пенлеве — министр авиации;
- Камиль Шотан — министр общественного предписания и искусств;
- Робер Тумир — министр пенсий;
- Виктор Боре — министр сельского хозяйства;
- Эдуар Даладье — министр общественных работ;
- Анри Кей — министр здравоохранения;
- Жорж Бонне — министр почт, телеграфов и телефонов.

Изменения
- 23 декабря 1930 — Морис Доманн сменил Тумиру в качестве министра пенсий.